# Rafał Kowalik
 Rafał Kowalik – generał brygady Wojska Polskiego; dowódca 10 Brygady Kawalerii Pancernej (2020–2021); szef Pionu Operacyjnego – zastępca szefa sztabu do spraw operacyjnych w Dowództwie Operacyjnym Rodzajów Sił Zbrojnych (2021–2023); od 1 października 2023 r. zastępca dowódcy 1 Dywizji Kawalerii US Army.

## Życiorys
Rafał Kowalik w 1990 r. podjął studia w Wyższej Szkole Oficerskiej Wojsk Zmechanizowanych we Wrocławiu, którą ukończył w 1994 r. 19 czerwca 1994 był promowany na podporucznika. Promocja odbyła się we Wrocławiu z udziałem prezydenta Lecha Wałęsy, a promował szef Sztabu Generalnego Wojska Polskiego gen. broni Tadeusz Wilecki. Razem z Rafałem Kowalikiem promowani byli podchorążowie m.in.: Jarosław Gromadziński, Zenon Brzuszko, Sławomir Kocanowski, Arkadiusz Mikołajczyk, Piotr Trytek, Adam Marczak, Grzegorz Grodzki. Zawodową służbę wojskową rozpoczął w Żurawicy, gdzie na stanowisku dowódcy plutonu czołgów pełnił służbę w 3 batalionie czołgów wchodzącego w skład 14 Brygady Pancernej w Przemyślu. Następnie awansował i do roku 1999 był dowódcą kompanii czołgów. W 1999 r. ukończył Wyższy Kurs Specjalistyczny dowódców batalionów czołgów. Absolwent Wyższej Szkoły Pedagogicznej w Rzeszowie (2000), pedagogika – specjalność wychowanie obronne. W 2000 r. został wyznaczony na stanowisku szefa sekcji w 1 batalionie czołgów z 21 Brygady Strzelców Podhalańskich w Rzeszowie.
W 2005 r. objął stanowisko oficera sekcji w dowództwie 21 Brygady Strzelców Podhalańskich, a po awansie na szefa sekcji pełnił służbę w tej jednostce do 2010 r. W tym czasie odbywał służbę w PKW KFOR w Kosowie w ramach XIX zmiany (09.2008–03.2009). W 2010 r. sprawował stanowisko zastępcy dowódcy 1 batalionu czołgów w Żurawicy. W sierpniu 2011 r., po ukończeniu kursu kwalifikacyjnego dla dowódców batalionów w Akademii Obrony Narodowej w Warszawie, objął od ppłk Bogdana Wójcika funkcję dowódcy 1 batalionu czołgów w Żurawicy. Studia podyplomowe w AON (2012). Dowodził Taktyczną Grupą Bojową podczas ćwiczenia „ANAKONDA 12”. W latach 2013 i 2014 dowodzony przez niego 1 batalion czołgów z 21 BSP dwukrotnie zajął pierwsze miejsce w zawodach użyteczno-bojowych pododdziałów wojsk lądowych w kategorii pluton czołgów. W sierpniu 2014 r. objął stanowisko szefa sztabu 21 Brygady Strzelców Podhalańskich, którym był do stycznia 2018 r.. 1 lutego 2018 r. został wyznaczony na stanowisko zastępcy dowódcy 21 Brygady Strzelców Podhalańskich. 20 marca 2020 r. w Świętoszowie w obecności dowódcy 11 Dywizji Kawalerii Pancernej gen. bryg. Dariusza Parylaka przyjął dowodzenie 10 Brygadą Kawalerii Pancernej od gen. bryg. Artura Pikonia.

Od 2023 zastępca 1 DKaw US Army

14 sierpnia 2020 r. został mianowany przez prezydenta RP Andrzeja Dudę na stopień generała brygady. W dniach 14–25 czerwca 2021 r. jako dowódca 10 Brygady Kawalerii Pancernej prowadził w rejonie poligonu Świętoszów i Żagań działania bojowe w ramach ćwiczenia „Karakal-21”, którego głównym celem było praktyczne zgrywanie sił do wykonywania zadań w ramach operacji obronnej prowadzonej we współdziałaniu z Wojskami Obrony Terytorialnej i siłami sojuszniczymi. W dniach 21–23 sierpnia 2021 r. jako dowódca 10 BKPan będąc w delegacji 11 Lubuskiej Dywizji Kawalerii Pancernej z dowódcą gen. dyw. Piotrem Trytkiem, uczestniczył w uroczystościach: w Bredzie, gdzie wraz z delegacją oddał honory poległym spoczywającym na Polskim Cmentarzu Wojskowym w tym mieście; uczestniczył w inauguracji Muzeum Overlord w Colleville-sur-Mer; w Normandii w uroczystościach w Falaise i Chambois, gdzie polscy pancerniacy z 1 Polskiej Dywizji Pancernej (1 PDPanc) pod dowództwem generała Stanisława Maczka stoczyli walki w sierpniu 1944 r.. W 2021 r. objął stanowisko szefa Pionu Operacyjnego – zastępcę szefa sztabu do spraw operacyjnych w Dowództwie Operacyjnym Rodzajów Sił Zbrojnych. 6 września 2023 r. minister obrony narodowej Mariusz Błaszczak wyznaczył go na stanowisko w 1 Dywizji Kawalerii US Army. 1 października 2023 r., jako drugi Polak w historii, objął w głównej siedzibie dywizji w Fort Hood w stanie Teksas stanowisko zastępcy dowódcy 1 Dywizji Kawalerii US Army.

## Awanse
- podporucznik – 1994[9]

(...)
- generał brygady – 14 sierpnia 2020[24]

## Ordery, odznaczenia i wyróżnienia
- Odznaka „Za Zasługi dla ZKRPiBWP” – 2021[25]
- Odznaka pamiątkowa 21 Brygady Strzelców Podhalańskich – 2018 (ex officio)
- Odznaka pamiątkowa 10 Brygady Kawalerii Pancernej – 2020 (ex officio)

i inne